# Campionati del mondo di mountain bike marathon 2008
I Campionati del mondo di mountain bike marathon 2008 (en. 2008 UCI Mountain Bike Marathon World Championships), sesta edizione della competizione, furono disputati a Villabassa, in Italia, il 5 luglio 2008.
La prova maschile prevedeva un percorso di 110,0 km, mentre quella femminile di 88,6 km.

## Medagliere
Medagliere finale
| Pos.   | Nazione   | Oro | Argento | Bronzo | Totale |
| ------ | --------- | --- | ------- | ------ | ------ |
| 1      | Norvegia  | 1   | 0       | 0      | 1      |
| 1      | Belgio    | 1   | 0       | 0      | 1      |
| 3      | Svizzera  | 0   | 1       | 1      | 2      |
| 4      | Germania  | 0   | 1       | 0      | 1      |
| 5      | Finlandia | 0   | 0       | 1      | 1      |
| Totale | Totale    | 2   | 2       | 2      | 6      |

## Sommario degli eventi
| Eventi          | Oro                      | Tempo                     | Argento                   | Tempo   | Bronzo                  | Tempo   |
| Uomini dettagli | Roel Paulissen Belgio    | 4h46'56" Media 25,07 km/h | Christoph Sauser Svizzera | s.t.    | Urs Huber Svizzera      | a 5'00" |
| Donne dettagli  | Gunn-Rita Dahle Norvegia | 4h09'56"                  | Sabine Spitz Germania     | a 1'44" | Pia Sundstedt Finlandia | a 3'39" |